# Mittenwalde (Dahme-Bosque del Spree)
Mittenwalde es un municipio situado en el distrito de Dahme-Bosque del Spree, en el estado federado de Brandeburgo (Alemania), a una altitud de 40 metros. Su población a finales de 2016 era de unos 9000 habs. y su densidad poblacional, 90 hab/km².